# Kirkevoll/Brekkeåsen
Kirkevoll/Brekkeåsen is een plaats in de Noorse gemeente Tønsberg in de provincie Vestfold. Kirkevoll/Brekkeåsen telt 1031 inwoners (2007) en heeft een oppervlakte van 1,08 km². Tot 2020 was het deel van de gemeente Re.